# Ловушка для человека
«Ловушка для людей» (англ. The Man Trap) — первый эпизод первого сезона научно-фантастического телевизионного сериала «Звёздный путь». Серия вышла на экраны 8 сентября 1966 года на канале NBC.

## Сюжет
Звёздная дата — 1513.1: «Энтерпрайз» подлетает к планете М-113, чтобы доктор МакКой смог провести медицинское обследование доктора Роберта Крейтера и его жены Нэнси. В прошлом доктор МакКой и Нэнси были близко знакомы. В течение последних 5 лет Крейтеры жили на М-113 в одиночестве, проводя археологические исследования оставшихся от былой цивилизации руин. Роберт Крейтер убеждает Кирка, что единственное, в чём они нуждаются, это соль. Во всём остальном они хотят, чтобы их оставили в покое. Кирк настаивает, что чета Крейтеров должна позволить, по крайней мере, МакКою провести медицинское обследование. Появляется Нэнси Крейтер и каждый из новоприбывших видит в ней что-то своё. Кирк — пожилую женщину, МакКой то, какой он видел Нэнси Крейтер в последний раз, рядовой Дарнелл — красивую блондинку. Позже он уходит за ней от пещеры (в которой живут Крейтеры), а через какое-то время раздаётся жуткий крик.
Кирк находит Дарнелла мёртвым со странными пятнами на лице. МакКой отправляется выяснять причину смерти, а на планету телепортируются несколько матросов для помощи в расследовании смерти рядового Дарнелла. Некое существо убивает ещё одного матроса, Грина, и, перевоплотившись в него, отправляется на борт «Энтерпрайза». Некоторое время оно бродит по палубам звездолёта, принимая разные воплощения в поисках соли, пока не набредает на каюту МакКоя. Приняв образ Нэнси Крейтер, существо пробуждает в докторе давние близкие чувства к ней.
Проблема, стоящая перед существами планеты М-113, — потребность в соли, которая на самой планете закончилась. Без неё существо умрёт, что и произошло со всеми остальными. Единственное уцелевшее существо убило настоящую Нэнси Крейтер, но потом заключило с Робертом Крейтером некое соглашение: профессор обеспечивал существо солью, в свою очередь, существо демонстрировало дружеское отношение к профессору.
Свободное в передвижениях на борту «Энтерпрайза» существо начинает убивать членов команды, сначала изображая из себя кого-то, кого они знают и кому доверяют, и затем забирает из их тел соль. Наконец существо убивает профессора Крейтера, добирается до Кирка. После долгих колебаний и убеждений со стороны Спока, МакКой, всё же убеждается, что та, кого он считал Нэнси Крейтер, вовсе не Нэнси, и убивает существо, спасая себя, капитана и остальной экипаж «Энтерпрайза».

## Критика
Джек Хеллман из Daily Variety дал неблагоприятную оценку эпизоду, сказав, что только в сценах с насилием зритель начинает волноваться. Зак Хендлен из The A.V. Club был более благосклонен, он дал эпизоду оценку «A-» и отметил, что эпизод снят хорошо, а сценарий ему видится тёмным и неоднозначным.

## Переиздание к сорокалетию сериала
Эта серия была переиздана к сорокалетию сериала и выпущена 29 сентября 2007 года в составе переизданного оригинального сериала.
Кроме обновлённого изображения, звука и полностью компьютерного «Энтерпрайза» (как и во всех остальных сериях) также изменилась планета М-113, став более реалистичной, более детализированные компьютерные панорамы поверхности М-113 заменили оригинальные декорации.